# Mohamed Talaat
Mohamed Talaat (in arabo محمد طلعت‎?; Porto Said, 14 maggio 1989) è un calciatore egiziano, attaccante dello Smouha.

## Carriera

### Club
Ha iniziato la sua carriera calcistica in un club locale di Porto Said, il Porfouad. Dopo esser divenuto il miglior marcatore della squadra, è stato contattato da diverse società egiziane e del Golfo Persico, per poi essere ingaggiato nel 2008 dall'Al-Ahli Club. Nel gennaio 2009 è passato all'Al-Ahly, debuttando nel campionato egiziano di calcio in un match contro il Tersana e segnando il suo primo gol con la squadra cairota nell'ultima giornata della stagione 2008-2009 contro l'El-Geish.

### Nazionale
Con la Nazionale egiziana Under-20 ha disputato la Coppa delle Nazioni Africane Under-20 2009 ed il Campionato mondiale di calcio Under-20 2009, che si è tenuto in Egitto, segnando un gol contro il Trinidad e Tobago nella fase a gironi.